# Папуаски кускус
Папуаският кускус (Phalanger papuensis) е вид бозайник от семейство Лазещи торбести (Phalangeridae). Видът е световно застрашен, със статут уязвим.

## Разпространение и местообитание
Разпространен е в Индонезия.